# ولاشچیچ
ولاشچیچ (به صربی: Vlaščić) یک منطقهٔ مسکونی در صربستان است که در والیفو واقع شده‌است. ولاشچیچ ۹۸ نفر جمعیت دارد.